# Corticale plaat
De corticale plaat is een belangrijke structuur tijdens de vroege ontwikkeling van de hersenen van gewervelde dieren, inclusief mensen. Het verwijst naar een tijdelijke, dikkere laag cellen die zich aan de buitenkant van de zich ontwikkelende hersenen bevindt, bekend als de telencephalon.